# Croton redolens
Croton redolens är en törelväxtart som beskrevs av Henri François Pittier. Croton redolens ingår i släktet Croton och familjen törelväxter. Inga underarter finns listade i Catalogue of Life.